# Паль Чернаї
Паль Черна́ї (угор. Csernai Pál, нар. 21 жовтня 1932, Піліш — пом. 1 вересня 2013, Будапешт) — угорський футболіст, що грав на позиції півзахисника. По завершенні ігрової кар'єри — футбольний тренер, автор захисної стратегії «зонного захисту». Старший брат Тібора Чернаї, який також грав за національну збірну Угорщини і 1964 року став олімпійським чемпіоном.

## Клубна кар'єра
В Угорщині Чернаї почав свою кар'єру у клубі «Чепель», який був аутсайдером чемпіонату, закінчуючи чемпіонат у другій половині турнірної таблиці, а 1953 року клуб навіть ледь не вилетів з вищої угорської ліги, зайнявши 11 місце з 14 учасників.
У 1956 році Чернаї, як і багато його співвітчизників, після проваленого повстання, залишив Угорщину. Через Швейцарію поїхав до ФРН, де став гравцем клубу «Карлсруе», в якому грав до 1958 року. Після чого Чернаї перебрався до Швейцарії, де виступав за клуб «Ла Шо-де-Фон», з яким посів 7-е місце в національній лізі.
У 1959 році знову повернувся у ФРН, де приєднався до клубу «Штутгартер Кікерс», який тільки вийшов у південну оберлігу. Перший сезон вийшов для Чернаї невдалим, команда знову вилетіла у другий німецький дивізіон, де клуб і перебував, дивом не вилітаючи в третю за статусом лігу. У Штутгарті, Чернаї не тільки грав, але й відкрив кафе під назвою «Пуста» і займався орендою гаражів.
У 1965 році перейшов у швейцарський клуб «Блау-Вайсс» (Цюрих), де грав зовсім недовго. Одночасно навчався в Спортивній школі у Маглінгену і отримав тренерський диплом.

## Виступи за збірну
В березні 1955 року зіграв два матчі у складі національної збірної Угорщини. Виклик до збірної був несподіваним, оскільки в цей період в Угорщині було «золоте покоління» футболістів, що включало Пушкаша, Цібора та інших олімпійських чемпіонів та фіналістів чемпіонату світу, тому закріпитись Паль у збірній не мав змоги.

## Кар'єра тренера

### Початок кар'єри
Свою тренерську кар'єру Чернаї почав у ФРН, його першим клубом став «Ваккер-04», який в ті роки грав у другій берлінській лізі. За два роки роботи Чернаї з командою, клуб зайняв 4-е і 5-е місце відповідно. Потім угорець очолив клуб «Ройтлінген 05» з однойменного містечка, що виступав у другому дивізіоні регіональної ліги, і зайняв з клубом скромне 15-е місце. Потім Чернаї очолював бельгійський клуб «Антверпен», проте, не допрацювавши навіть до кінця сезону, був звільнений зі свого поста. Після Бельгії, Чернаї повернувся у ФРН і очолив збірну Північного Бадена, де провів наступні 4 роки. З «Баденом» виграв свій перший трофей — «Німецький кубок серед аматорських команд», у фіналі турніру «Баден» грав зі збірною Нижнього Рейну, перша гра закінчилася внічию 1:1, а на перегравання Нижній Рейн не з'явився і кубок дістався Бадену.

### «Баварія»
1 липня 1977 рік року Чернаї став асистентом головного тренера клубу «Айнтрахт» з Франкфурта співвітчизника Дьюли Лоранта, проте вже через півроку разом з Лорантом перейшов в «Баварію», де також працював асистентом. Але Лорант протримався в клубі недовго і після розгрому від «Фортуни» 1:7 був звільнений. На його місце в ролі виконувача обов'язків головного тренера прийшов Чернаї.
Чернаї відразу розглядався як кандидатура тимчасова, президент «Баварії», Вільгельм Нойдекер і менеджер клубу Роберт Шван, шукали іншого наставника, але в керівництві клубу не було згоди, кандидатури одна за одною відкидалися, дійшло до того, що «боси» клубу переклали відповідальність за призначення головного тренера на гравців команди, які проголосували за Чернаї. Так 1 березня 1979 року Паль Чернаї став головним тренером «Баварії». В кінці сезону вже новий головний тренер зайняв з командою четверте місце. А через рік виграв для «Баварії» перший за 5 років чемпіонат Німеччини. Газети захоплювалися новою схемою захисту, яка тоді була названа «система Паль» (в майбутньому отримала назву «зонний захист»), в тому ж сезоні Чернаї вивів мюнхенський клуб в півфінал кубка УЄФА. У наступному сезоні «Баварія» захистила свій титул і знову дійшла до півфіналу, тільки вже кубка чемпіонів, в якому поступилася «Ліверпулю». У наступному сезоні 1981/82 «Баварія» посіла лише 3-е місце, проте виграла кубок ФРН, обігравши 4:2 «Нюрнберг», програючи по ходу зустрічі 0:2. Крім того команда дісталася фіналу Кубка європейських чемпіонів, де поступилася 0:1 англійській «Астон Віллі». Через рік «Баварія» виступила ще гірше, зайнявши лише 4-е місце, а в кубку кубків клуб вилетів ще на стадії чвертьфіналу. Після цього Чернаї був звільнений зі свого поста.

### Подальша робота
Після «Баварії» Чернаї очолив грецький «ПАОК», працюючи з яким зустрівся в кубку УЄФА зі своїм колишнім клубом, «Баварією». Обидва матчі завершилися нульовою нічиєю, а в серії пенальті виграли німці 9:8. Чернаї залишив Грецію по закінченні сезону і поїхав до Португалії, де очолив «Бенфіку». З лісабонською командою Чернаї виграв кубок Португалії, перемігши у фіналі «Порту» 3:1, але в чемпіонаті клуб посів лише 3-е місце, до того ж у тренера був конфлікт з провідними гравцями команди, тому угорець був змушений покинути клуб.
З Португалії Чернаї повернувся до ФРН, очоливши «Боруссію» з Дортмунда, аутсайдера чемпіонату ФРН, яку не зміг «врятувати» від вильоту у другу бундеслігу.
У вересні 1987 року Чернаї очолив турецький клуб «Фенербахче», але зайняв з клубом низьке 8-е місце, що лишається для команди одним з найгірших результатів в історії виступів у чемпіонаті Туреччини. Потім Чернаї очолював клуб «Айнтрахт» з Франкфурта, рятуючи клуб-аутсайдер від вильоту з бундесліги, але по ходу сезону його замінив інший наставник, з яким команда опустилася в другий німецький дивізіон.
Через рік після «Айнтрахта», Чернаї починає роботу зі швейцарською командою «Янг Бойз», але клуб займає лише 8-е місце і Чернаї по завершенні сезону одразу звільняють. В листопаді 1990 року угорець приймається за роботу з клубом «Герта», але невдало, хороші ігри чергуються з провальними, і після 20-го туру першості Чернаї також відправляють у відставку.
У 1993 році Чернаї вперше очолив збірну — КНДР, із завданням вивести команду на чемпіонат світу 1994 року, що в угорця зробити не вийшло. 
Останнім клубом у тренерській кар'єрі Чернаї стала команда з його батьківщини — «Шопрон», яку він очолював з жовтня 1994 по квітень 1995 року, проте клуб зайняв останнє місце в чемпіонаті Угорщини і покинув елітний дивізіон.
Помер 1 вересня 2013 року на 81-му році життя у місті Будапешт після тривалої хвороби.

## Титули і досягнення

### Як тренера
- Чемпіон ФРН (2):

«Баварія»: 1979-80, 1980-81
- Володар Кубка ФРН (1):

«Баварія»: 1981-82
- Володар Суперкубка Німеччини (1):

«Баварія»: 1982
- Володар Кубка Португалії (1):

«Бенфіка»: 1984-85